# Rytířský řád křižovníků s červenou hvězdou
Rytířský řád Křižovníků s červenou hvězdou (latinsky Canonici Regulares Sanctissimae Crucis a stella rubea, zkratka O.Cr., O.Crucig.), zkráceně Křižovníci s červenou hvězdou nebo jen křižovníci (dříve psáno také křížovníci), je katolický církevní řád působící v Česku a v Rakousku. Jedná se o jediný církevní řád založený v Českých zemích a současně o jediný mužský řád na světě založený ženou. Základní poslání řádu tvoří dva pilíře. Tím prvním je duchovní správa v řádových farnostech, druhým pak hospitální charisma, které mu v jeho počátcích dala zakladatelka řádu sv. Anežka Česká.
Řád dnes existuje jako společenství řeholních kanovníků a v současnosti je řádem kněžským. Institut řeholních bratrů, který v řádu v historii existoval, zanikl v průběhu 18. století. Generální představený řádu užívá titul velmistr a generál a je benedikovaným opatem. Své oficiální sídlo má v pražském klášteře křižovníků u staroměstské paty Karlova mostu. 
K 1. lednu 2021 měl řád 18 členů.

## Historie

### Středověk
V roce 1233 založila sv. Anežka Česká při svém klášteře v Praze na Františku špitální bratrstvo, věnující se péči o staré, nemocné a další potřebné. Roku 1237 bylo toto špitální bratrstvo papežem Řehořem IX. povýšeno na samostatný řád papežského práva. Vznikl tak jediný ryze český mužský řád a jediný mužský řád na světě založený ženou. Na své působiště k patě pražského mostu (Juditin, Karlův) se řád přesunul v roce 1252. Zde se věnoval nejen špitální péči, ale stal se též správcem mostu (Juditin, Karlův). Postupně svou činnost rozšířil i do dalších míst v českých zemích (České Budějovice, Cheb, Litoměřice, Stříbro, Znojmo – Hradiště aj.). Díky iniciativě Anežčiny sestry princezny Anny začal též působit ve slezské Vratislavi.
Během husitských válek v 15. století byla činnost mnoha řádových špitálů přerušena a některé z nich zcela zanikly. V kritických chvílích též došlo k dočasnému přesunu sídla velmistra řádu do Chebu. Pražský špitál ale nadále fungoval a přečkal neklidné období husitských válek. Po jejich skončení došlo k určité funkční transformaci řádu. S ohledem na nedostatek kněží přecházeli řádoví spolubratři do duchovní správy. Špitálnictví se ale řád nikdy nevzdal a toto charisma v něm v různých formách přetrvává až do současnosti.

### Raný novověk
Díky několika bezpochyby všestranně zdatným velmistrům vstoupil řád do období raného novověku v poměrně dobré kondici. V roce 1562 se velmistr řádu Antonín Brus z Mohelnice stal dokonce pražským arcibiskupem. Tímto jmenováním skončilo dlouhá desetiletí trvající období sedisvakance pražského arcibiskupského stolce. Spojení úřadu velmistra řádu a pražského arcibiskupa pak pokračovalo i u jeho nástupců. Řád tím získal prestižní postavení, současně byl ale nucen ekonomicky podporovat značně zchudlé pražské arcibiskupství a poskytovat prostředky na jeho rozvoj.
Z celého tohoto dlouhého období, je třeba zmínit především dva poslední velmistry arcibiskupy, Arnošta Vojtěcha z Harrachu a Jana Bedřicha z Valdštejna. Arnošt Vojtěch z Harrachu se vedení řádu ujal v roce 1623. V roce 1626 byl papežem Urbanem VIII. jmenován kardinálem. Zemřel v roce 1667, díky čemuž se stal nejdéle úřadujícím velmistrem řádu. Po jeho smrti se velmistrem řádu stal Jan Bedřich z Valdštejna, který v mnohém navázal na svého předchůdce. Pokračoval v přestavbě kláštera u Karlova mostu, kterou završil stavbou nového kostela, postaveného podle projektu architekta J. B. Matheye. V roce 1692 byl velmistrem Janem Bedřichem z Valdštejna a za vydatné pomoci jeho pozdějšího nástupce a převora řádu Jiřího Ignáce Pospíchala dokončen objekt anežského špitálu v tzv. Písané lázni, který stál v místech dnešní kavárny Slavia na rohu Smetanova nábřeží a Národní třídy.
Další období rozvoje řádu přišlo v první polovině 18. století. Velmistr Jan František Franchimont z Frankenfeldu získal od papeže Klementa XI. pro sebe a pro své nástupce právo užívat pontifikálie (mitru, berlu, prsten aj.). Toto právo bylo později přiznáno též křižovnickému proboštovi na Hradišti sv. Hypolita u Znojma. (Po reformách spojených s druhým vatikánským koncilem má dnes toto právo pouze velmistr řádu.) Během 18. století řád rozšířil své působení do dalších míst mimo země Koruny české. V roce 1723 začal působit u špitálu sv. Martina a Leopolda v Bratislavě a v roce 1733 u špitálu kostela sv. Karla Boromejského ve Vídni. V roce 1770 jej Marie Terezie pověřila duchovní správou hradní fary na budínském hradě. Řád v tomto období zaměstnával významné umělce své doby. Kilián Ignác Dientzenhofer postavil kostel sv. Maří Magdaleny v Karlových Varech, Johann Bernard Fischer z Erlachu kostel sv. Karla Boromejského na Karlsplatzu ve Vídni. Pro řád pracovali malíři Václav Vavřinec Reiner, Petr Brandl, Karel Škréta, Michael Willmannn.

### 19. století
Už poslední třetina 18. století se v dějinách řádu nesla ve znamení velkých změn. V rámci josefinských reforem byly zrušeny špitály v Praze – Písané lázni (1785) a v Bratislavě u sv. Martina a Leopolda (1786). Tento trend utlumování špitální činnosti pak probíhal po celé 19. století. Za jistou náhradu nebo možná novou formu špitální činnosti lze označit iniciativu velmistra Josefa Antonína Köhlera, který v Praze – Karlíně založil první dětskou opatrovnu v Čechách. Celkově ale docházelo k jistému útlumu špitální činnosti a těžiště práce řádu se přenášelo především do duchovní správy ve svěřených farnostech.
Řád byl v tomto období politickými důvody nucen vzdát se většiny svých zahraničních působišť (Bratislava 1786, Vratislav 1810, Budapešť 1882). Tyto ztráty byly ale především v závěru 19. a na počátku 20. století nahrazeny rozšiřováním aktivit ve stávajících působištích či zcela novými působišti v českých zemích (Karlovy Vary – Rybáře, Věteřov u Kyjova).
Z řádových dějin první poloviny 19. století lze také zmínit osud řádového spolubratra P. Karla Postla, který roku 1823 během zdravotní dovolené v Karlových Varech tajně opustil řád a jeho stopa se ztratila. Teprve po jeho smrti v souvislosti s dědickým řízením vyšly najevo jeho další životní osudy: po tajném odchodu z řádu se z něj stal úspěšný spisovatel, publikující pod pseudonymem Charles Seasfield.
Asi nejvýznamnějším okamžikem řádových dějin 19. století se pak stal 3. prosinec 1874, kdy byla papežem Piem IX. beatifikována (blahoslavena) zakladatelka řádu sv. Anežka Česká. Byl tak překonán důležitý milník na cestě k její pozdější kanonizaci, tedy prohlášení za svatou.
I v 19. století a především na počátku 20. století řád pokračoval v rozsáhlých stavebních a uměleckých aktivitách. Kromě průběžných oprav a rekonstrukcí řádových kostelů, far či statků, docházelo i na stavební akce většího charakteru. V polovině 19. století bylo přestavěno a o jedno patro zvýšeno křídlo tzv. generalátu pražského kláštera směřující do Křižovnického náměstí. Na začátku 20. století pak došlo i na stavbu nových kostelů a far v Karlových Varech – Rybářích, v Milhostově u Františkových Lázní, Řevnicích a ve Věteřově u Kyjova. Vše vyvrcholilo rozsáhlou přestavbou kláštera u Karlova mostu, která byla provedena podle projektu architekta Josefa Sakaře dokončenou v roce 1912. Z původního areálu zůstal zachován pouze kostel, křídlo generalátu a památkově hodnotné pozdně gotické části tzv. starého převorství. Ostatní vesměs ranně barokní budovy byly nahrazeny moderními secesně – neobarokními objekty. Nezůstalo ale jen u architektury. V tomto období pro řád pracovali i další významní umělci, především z tzv. generace Národního divadla, jako Josef Václav Myslbek, František Ženíšek, Václav Brožík.
Nelze též pominout hospodářskou stránku činnosti řádu. Ta bude sice ještě vyžadovat důkladnější historické zkoumání, již teď se ale ví, že křižovnický pivovar u Karlova mostu byl tím prvním v českých zemích, který začal v roce 1841 se stáčením piva do lahví.

### 20. a 21. století

#### 1900–1945
První desetiletí spojené s působením velmistra a generála Františka Xavera Marata se neslo ve znamení rozsáhlého stavebního rozvoje řádu, vrcholící v přestavbě kláštera u Karlova mostu (1908–1912). Úkoly, které byly připraveny pro jeho nástupce a současně druhého nejdéle úřadujícího velmistra a generála Josefa Vlasáka, měly zcela jinou povahu. Úřadu se ujal v těžkých letech první světové války, pokračoval v ne vždy lehkém období první republiky a následujícím období nacistické okupace, aby svůj život završil v období nastupujícího komunistického režimu.
V době první světové války se musel potýkat s velkým nedostatkem potravin pro klášter a jeho špitál. Po roce 1918 v bouřlivé atmosféře nově vznikající mladé československé republiky, kdy se mluvilo o zrušení všech klášterů, které by pro křižovníky – jako český řád, působící především v českých zemích – mělo fatální důsledky, připravoval spolu s dalšími případné přestěhování celého řádu do USA. Situace se naštěstí ale postupně stabilizovala a řád tak i nadále mohl působit ve svých tradičních působištích. I přes ekonomické těžkosti způsobené pozemkovou reformou a světovou hospodářskou krizí pokračoval ve špitální a sociální činnosti, financoval obnovu Anežského kláštera v Praze na Františku a prostřednictvím organizace „Dílo blahoslavené Anežky Přemyslovny“ stavbu nových kostelů v okrajových částech Prahy.
V roce 1938, poté co byla Mnichovskou dohodou odstoupena část území Československa Velkoněmecké říši, se významná část řádových působišť především v západních Čechách ocitla mimo Československo.
S ohledem na nenadálou situaci a na duchovní potřeby věřících ve svěřených farnostech došlo k dohodě mezi řádem a cisterciáckým opatstvím ve Vyšším Brodě. Předmětem dohody byla vzájemná výpomoc v duchovní správě. Křižovníci se tak ujali duchovní správy vyšebrodských far, které se nacházely na územích s česky mluvícím věřícími, recipročně pak byla některá křižovnická řádová místa na územích odstoupených velkoněmecké říši obsazena vyšebrodskými cisterciáky.
V roce 1941, krátce před smrtí pražského arcibiskupa Karla kardinála Kašpara, byl velmistr řádu ze dne na den donucen nacistickými orgány k přesunu do Brna, kde nalezl útočiště v augustiniánském opatství na Starém Brně. V roce 1942 pak byl řád z rozhodnutí německých orgánů nucen opustit svůj klášter u Karlova mostu. V závěru války se dokonce musel vzdát i duchovní správy u hlavního řádového kostela sv. Františka u Karlova mostu. Během války byli někteří řádoví spolubratři opakovaně perzekvováni nacistickou mocí. Spolubratři P. Karel Weis a P. Ladislav Sirový pak byli uvězněni v koncentračním táboře v Dachau. Osvobození a konec války květnu roku 1945 umožnilo znovuobnovit řádovou činnost v klášteře u Karlova mostu. V souvislosti s odsunem německy mluvícího obyvatelstva odcházeli v tomto čase německy mluvící spolubratři spolu se svými farníky, především do Německa.

#### 1948–1989
V rámci Akce K byl klášter 27. dubna 1950 obsazen Státní bezpečností. Velmistr řádu byl s ohledem na svůj vysoký věk přesunut na dožití na řádovou faru u kostela sv. Petra na Poříčí. Další spolubratři byli převezeni do centralizačních klášterů v Broumově, Králíkách, Želivi. Vybraní spolubratři, kteří žili na řádových farách, byli opakovaně perzekvováni a vězněni. P. A. Dragoun byl odsouzen dvakrát, nejdříve v roce 1951, znovu pak v roce 1959. Nejdelší trest byl vyměřen P. Josefu Šebestovi, administrátorovi řádové farnosti ve Františkových Lázních, který byl odsouzen na 17 let odnětí svobody a část výkonu trestu strávil nucenou prací v jáchymovských uranových dolech. Druhý nejdelší trest byl vyměřen P. Bohumíru Rákosníkovi, administrátorovi v Kynšperku nad Ohří. Odsouzen byl na 13 let. Ostatním spolubratřím byly vyměřeny tresty o něco mírnější. Byli ale též spolubratři, kteří si z různých důvodů zadali s totalitním režimem (P. Jan Mára, P. František Xaver Dítě). Uvolněné budovy kláštera byly nejdříve předány ministerstvu zdravotnictví, posléze se staly jedním z pražských sídel Státní bezpečnosti. Řádoví kněží mohli ale i nadále působit u hlavního řádového kostela sv. Františka u Karlova mostu. Po celé období komunismu zde byl vždy ustaven aspoň jeden křižovnický kněz. Spolubratři, kterým nebyl odebrán státní souhlas, působili na řádových a diecézních farách. Spolubratr P. František Verner se stal prvním knihovníkem tzv. pokoncilní knihovny (knihovna, která měla napomoci uvádět do praxe ustanovení druhého vatikánského koncilu) založené pražským arcibiskupem Františkem kardinálem Tomáškem. Po smrti velmistra Josefa Vlasáka v prosinci roku 1958 zůstal úřad až do roku 1988 neobsazen. V roce 1988, v čase zmírnění státní proticírkevní politiky, byl 46. velmistrem a generálem řádu zvolen řádový spolubratr Ladislav Sirový. Ten byl následně pražským arcibiskupem Františkem kardinálem Tomáškem při neveřejném obřadu v kapli arcibiskupského paláce uveden do úřadu.
12. listopad 1989 se stal významným mezníkem v dějinách řádu. V Římě byla papežem sv. Janem Pavlem II. svatořečena zakladatelka řádu sv. Anežka Česká.

#### 1989 – současnost
Po sametové revoluci v listopadu 1989 řád oficiálně obnovil svoji činnost a navrátil se do svého kláštera u Karlova mostu. Tragická událost ze dne 12. února 1992 poznamenala další vývoj řádu. Na následky těžké dopravní nehody náhle zemřel velmistr řádu JUDr. Ladislav Sirový. S ohledem na situaci nebylo přistoupeno k nové volbě velmistra. Správy řádu se dočasně ujal biskup František Lobkowicz OPraem. Teprve v roce 2001 nastoupil do čela řádu nový velmistr P. Jiří Kopejsko, dlouholetý duchovní správce na řádovém poutním místě na Chlumu Svaté Maří. Ten byl po svém odchodu na odpočinek v roce 2011 vystřídán současným, v pořadí 48. velmistrem a generálem řádu PharmDr. Josefem Šedivým, dlouholetým farářem řádové farnosti ve Věteřově u Kyjova.
V roce 2015 byl papežem Františkem vyznamenán řádový spolubratr P. Jaroslav Ptáček. Za zásluhy o rozvoj řádu a o řádový dorost byl dekorován vysokým papežským vyznamenáním Pro Ecclesia et pontifice.
Řád se po celé porevoluční období snažil naplňovat odkaz své zakladatelky, a to jak v duchovní správě na svěřených farách v Česku a Rakousku, tak prostřednictvím špitální činnosti v nemocnici sester boromejek v Praze pod Petřínem.

## Působiště
V současné době řád působí v Česku a Rakousku. Jeho činnosti dominuje působení v duchovní správě. Řád existuje jako společenství řeholních kanovníků. Velmistr sídlí v pražském klášteře křižovníků u staroměstské paty Karlova mostu na Křižovnickém náměstí.
Konkrétně řád působí v následujících místech:
Česko
- Borotice – kostel Nanebevzetí Panny Marie
- Český Krumlov (bývalý minoritský klášter) – kostel Božího Těla a Panny Marie
- Dobřichovice – kaple svatého Judy a Tadeáše
- Františkovy Lázně – kostel Povýšení svatého Kříže
- Hradiště sv. Hypolita u Znojma – kostel svatého Hypolita
- Cheb – kostel svatého Bartoloměje
- Chlum Svaté Maří – kostel Nanebevzetí Panny Marie a svaté Maří Magdaleny
- Karlovy Vary – kostel svaté Máří Magdaleny
- Klučenice – kostel svatého Jana Křtitele a svatého Antonína Velikého
- Kynšperk nad Ohří – kostel Nanebevzetí Panny Marie
- Litoměřice – Katedrála svatého Štěpána
- Loket – kostel svatého Václava
- Mašovice – kostel svatého Jana Křtitele
- Milhostov – kostel svatého Mikuláše
- Most – kostel svatého Václava
- Popice – kostel svatého Zikmunda
- Praha
  - farnost při staroměstském kostele sv. Františka z Assisi (sídlo řádu) s konventem křižovnického řádu
  - kostel sv. Jiří a dvůr v Hloubětíně
  - kostel sv. Petra na Poříčí
  - kostel Všech Svatých na Slivenci
  - kostel sv. Mikuláše na Malé Straně
  - kaple Nejsvětější Trojice a svatého Václava v Ďáblicích
- Starý Knín – kostel svatého Františka z Assisi
- Tachov – kostel Nanebevzetí Panny Marie
- Tursko – kostel svatého Martina
- Unhošť – kostel svatých Petra a Pavla
- Věteřov – kostel svatého Cyrila a Metoděje
- Živohošt – kostel svatých Fabiána a Šebestiána

Rakousko
- Vídeň
  - kostel svatého Karla Boromejského

## Další křižovnické objekty
- Dům U Červené hvězdy v Praze-Karlíně[29]
- Křižovnický dvůr v Praze-Hloubětíně

## Eponyma
- Křižovnická
- Křižovnické náměstí
- Křižovnický ostrov

## Galerie

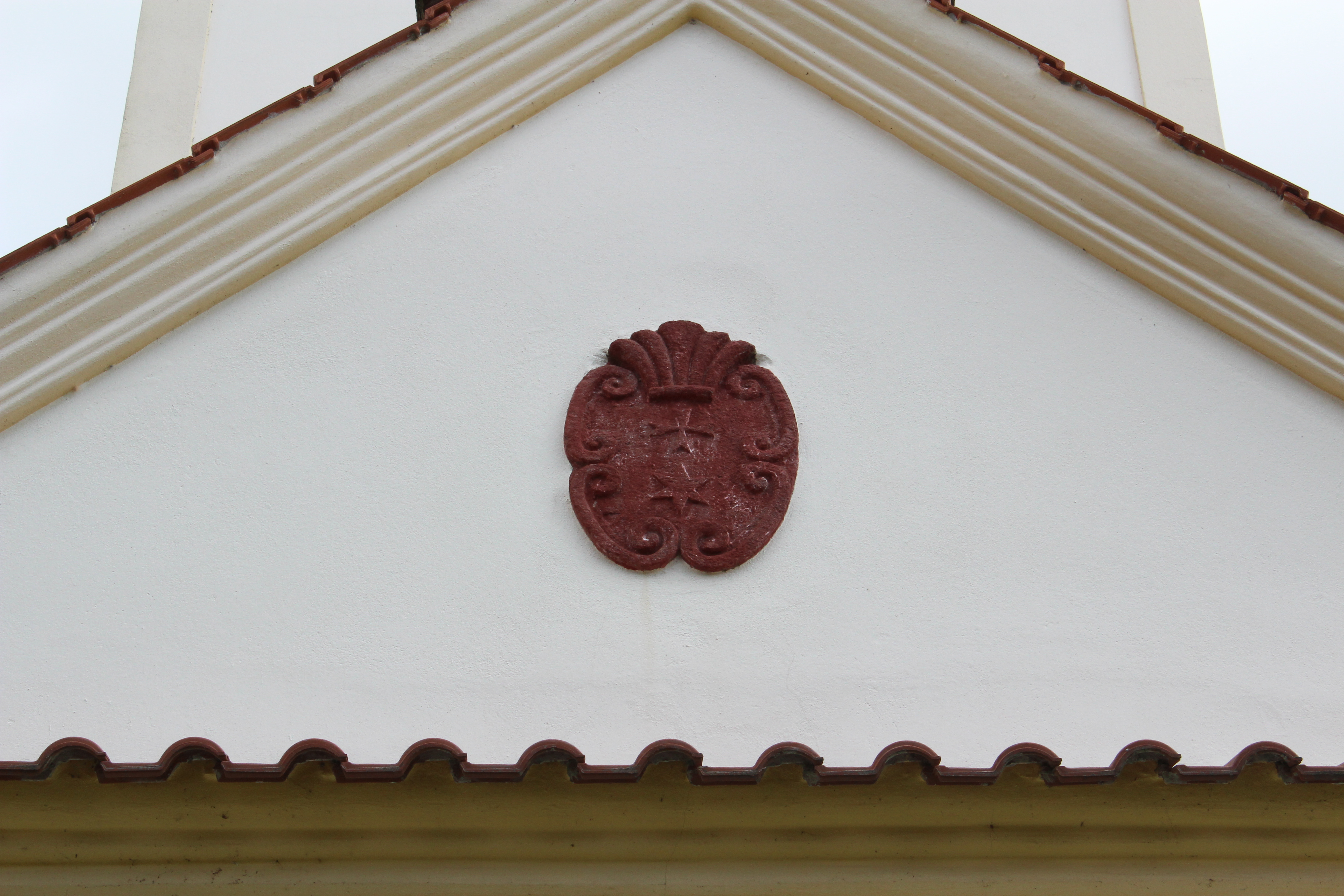
Řádový znak na kostele sv. Jakuba Většího v Popovicích u Benešova. Panství Popovice patřilo řádu v letech 1729 až 1795
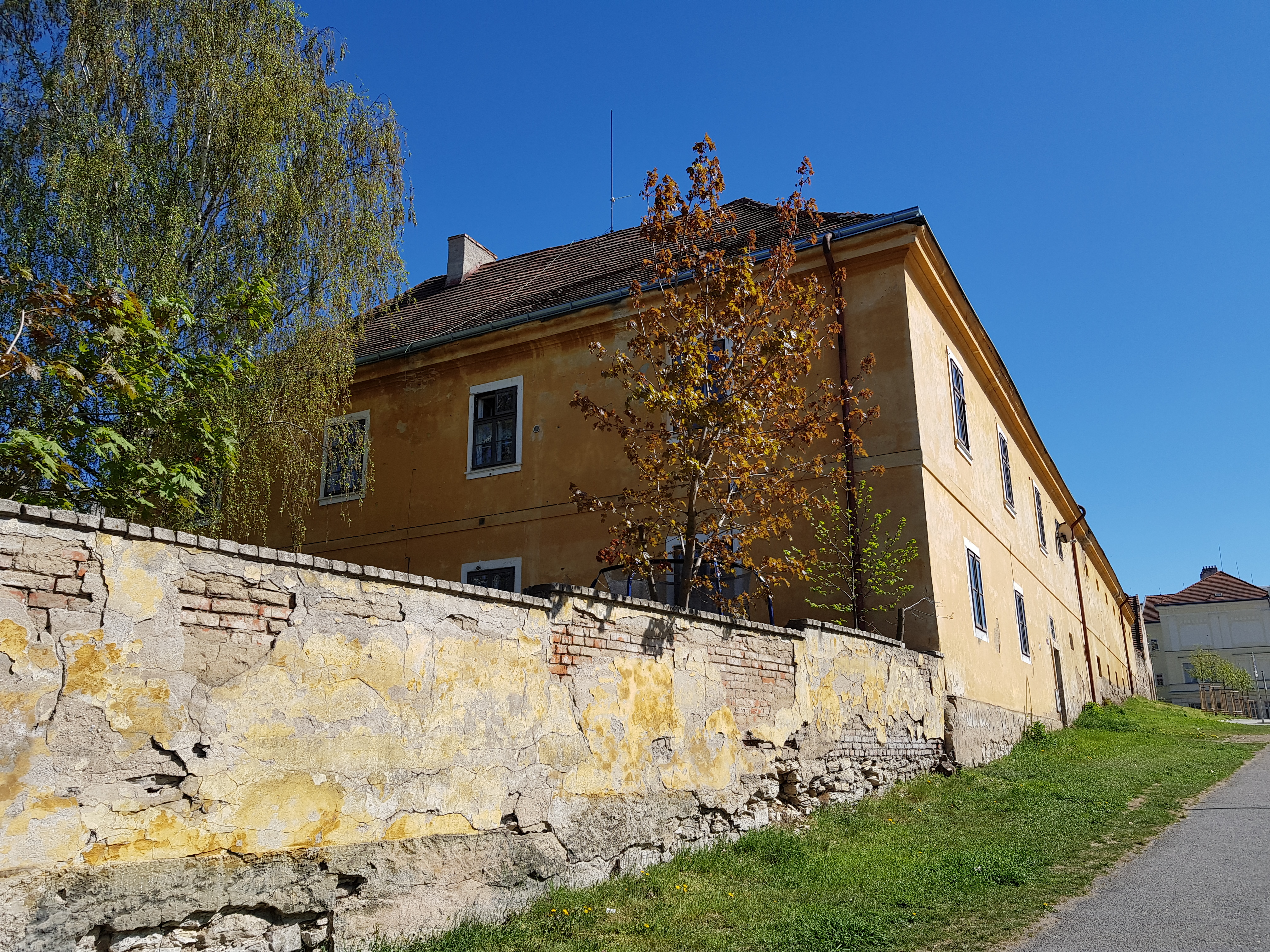
Křižovnický dvůr v Hloubětíně
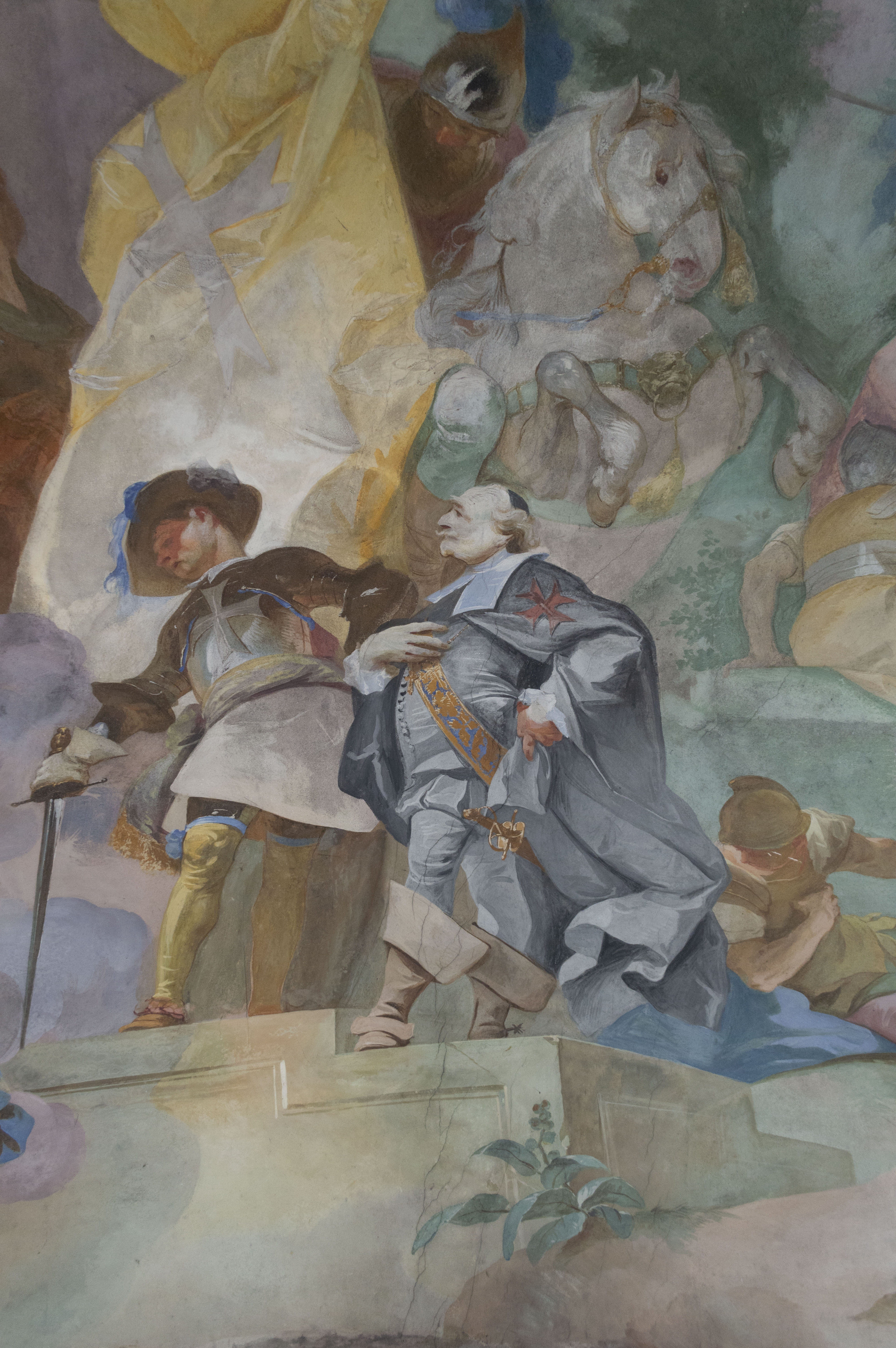
Freska od Franze Antona Maulbertsche v interiéru kostela sv. Hippolyta na Hradišti u Znojma
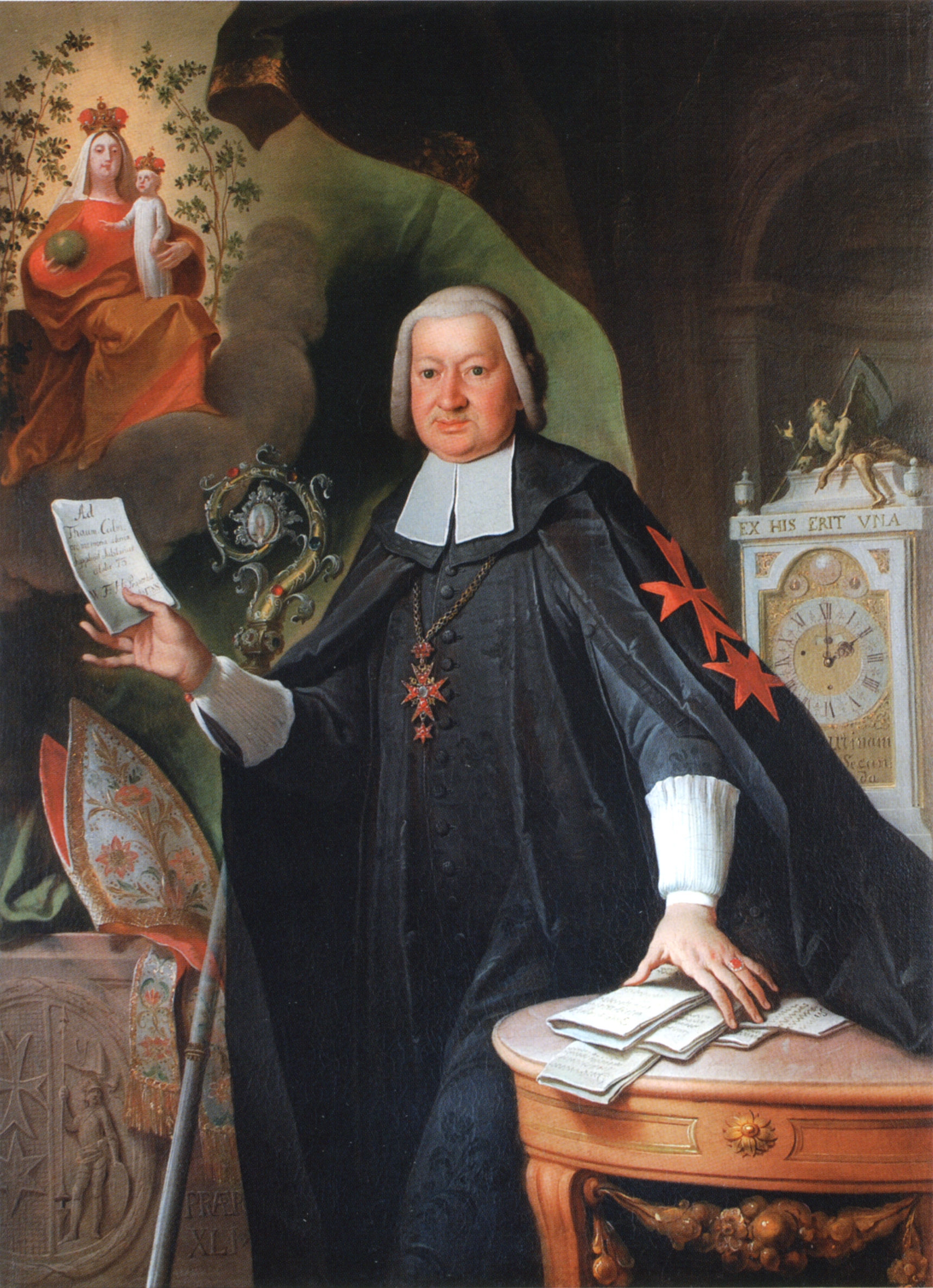
Portrét probošta Václava Bedřicha Hlavy od Josefa Winterhaldera
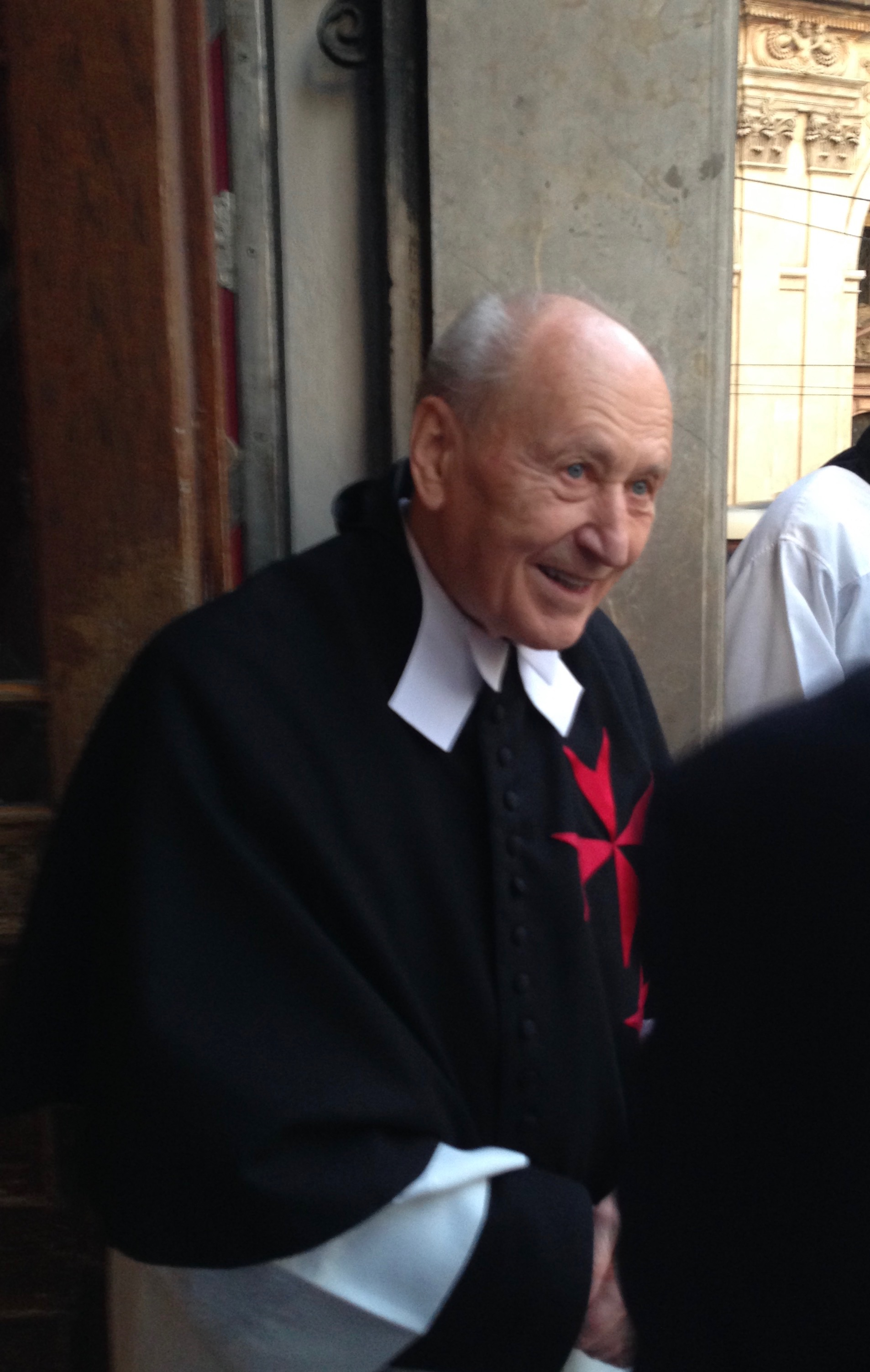
Křižovník P. Jaroslav Ptáček v chórovém oděvu
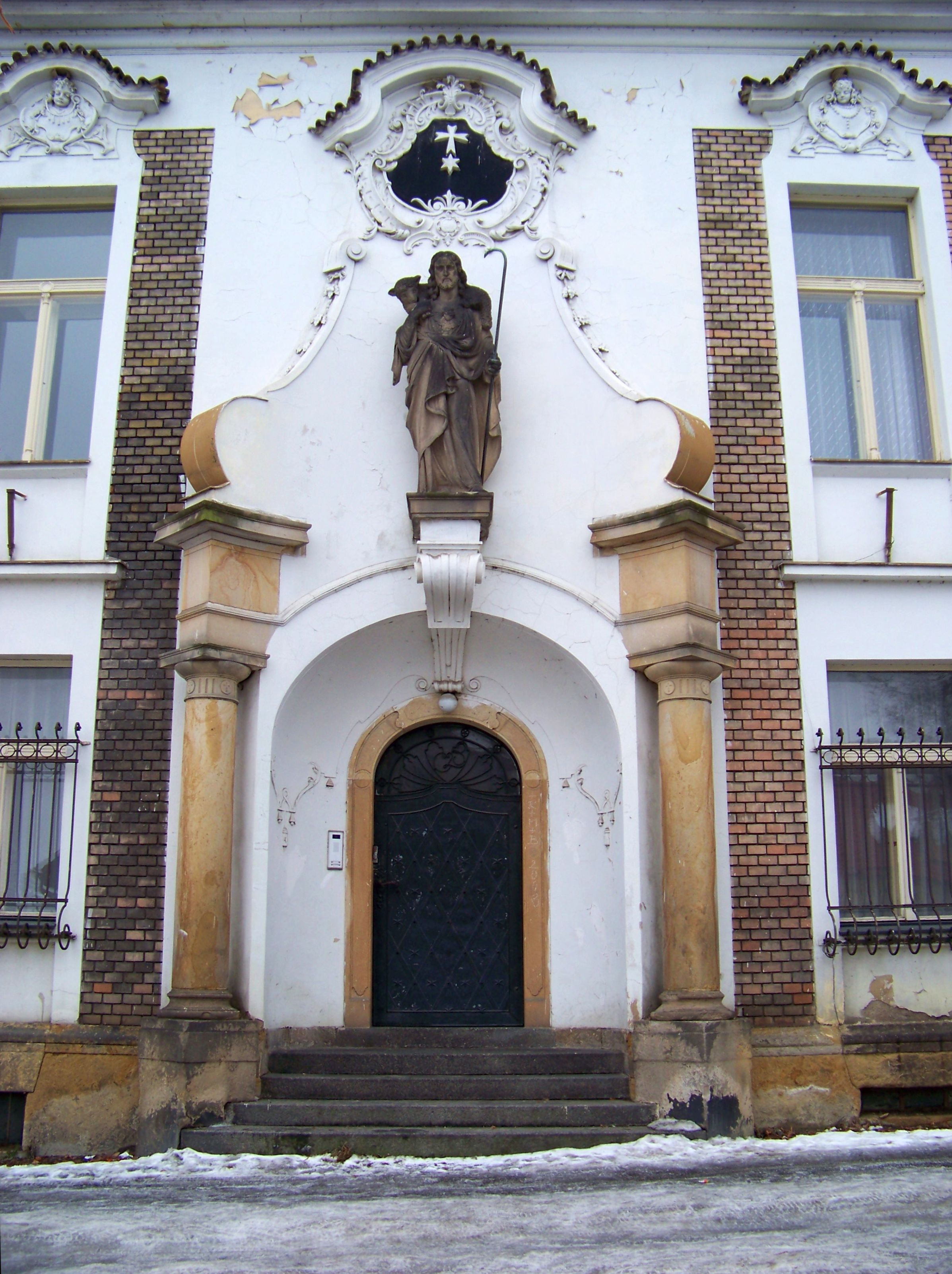
Portál fary v Řevnicích s řádovým znakem a sochou Dobrého Pastýře
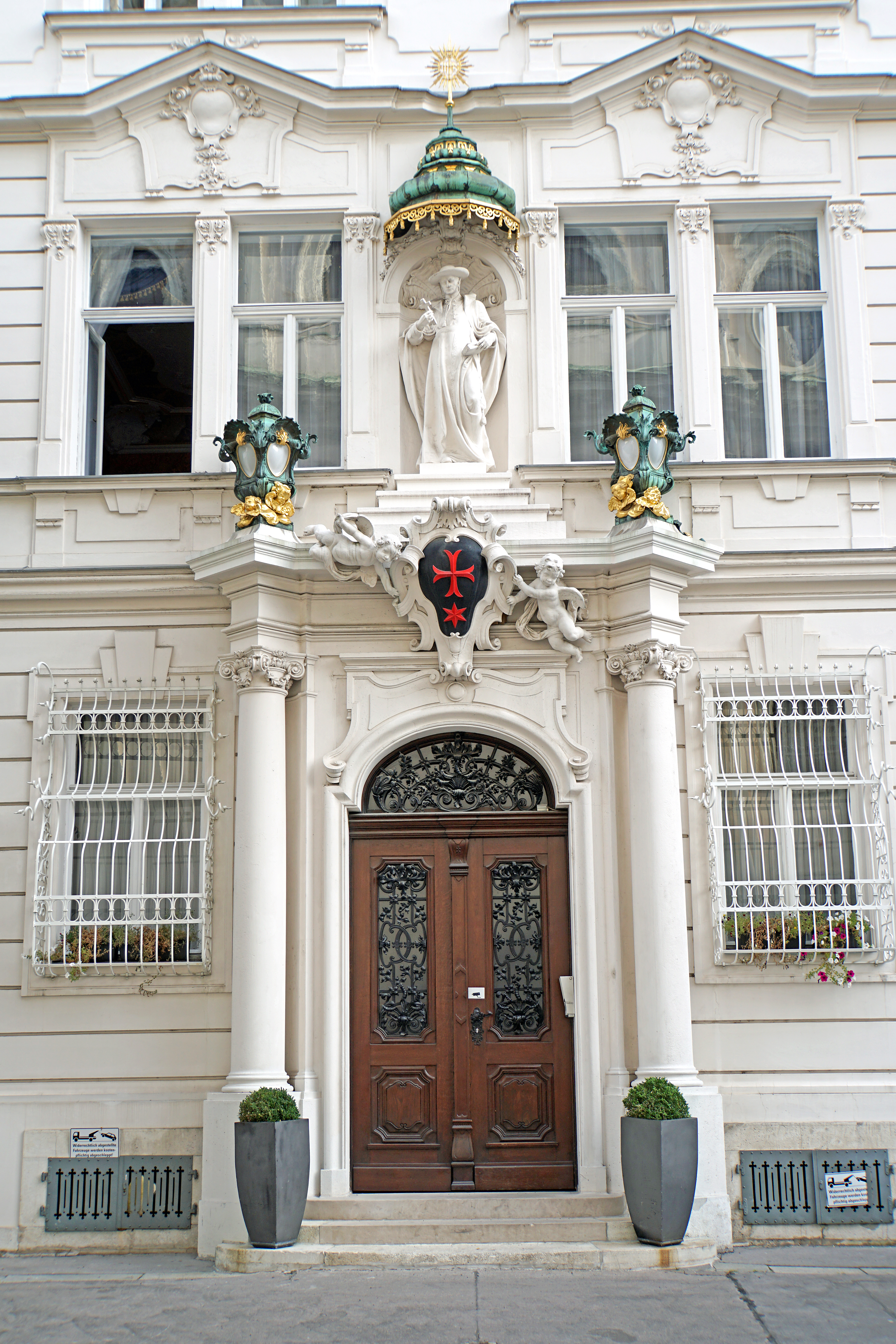
Portál rektorátu ve Vídni s řádovým znakem a sochou sv. Karla Boromejského
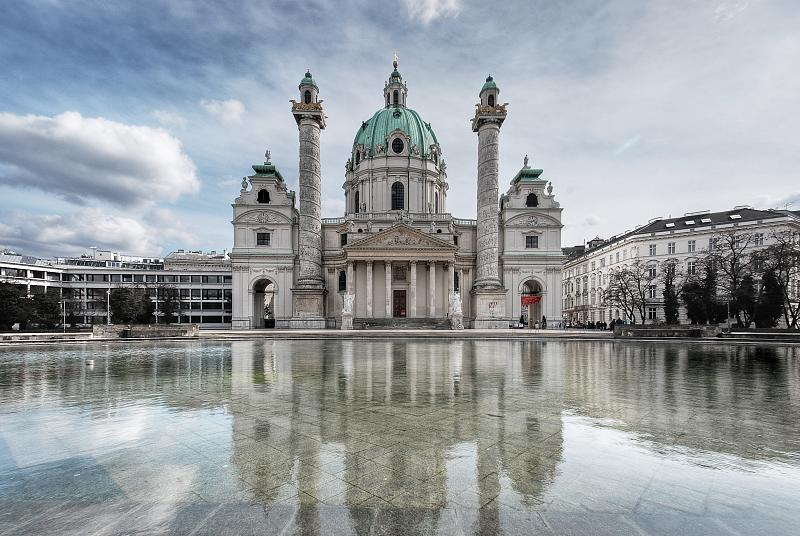
Křižovnický rektorátní kostel sv. Karla Boromejského ve Vídni
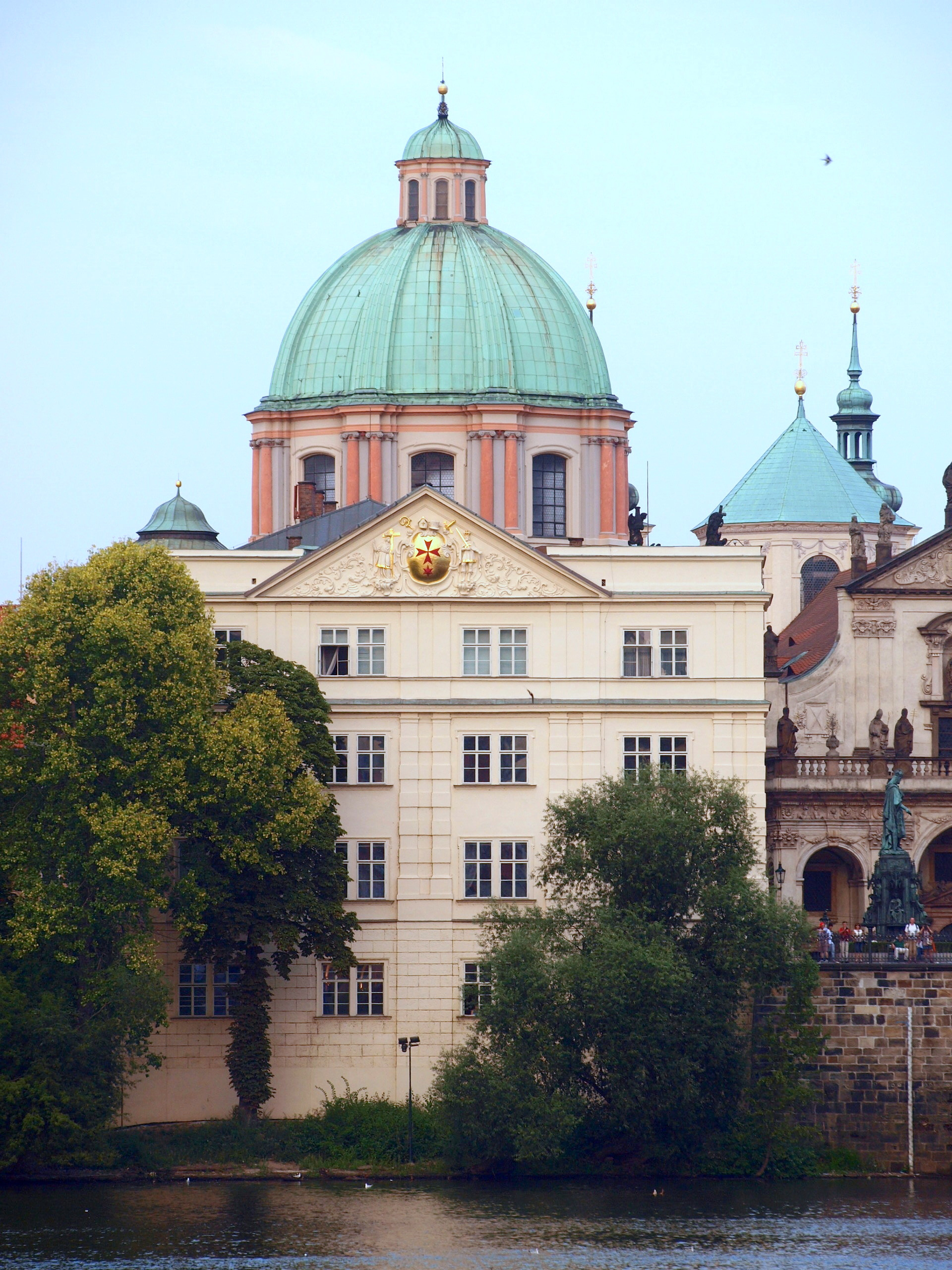
Generalát Křižovníků s červenou hvězdou v Praze u Karlova mostu
Logo s křižovnickým motivem vytvořené při příležitosti svatořečení Anežky České